# 福井県民生活協同組合
福井県民生活協同組合（ふくいけんみんせいかつきょうどうくみあい）は、福井県全域をエリアとする生活協同組合である。略称は福井県民生協。日本生活協同組合連合会、コープ北陸事業連合、福井県生活協同組合連合会加盟。本部は同県福井市。

## 概要
組合員数約12万人、同県世帯数比で約40%が加入している。同県の生協では第2位の組合員規模で、第1位の福井県労働者共済生活協同組合（福井労済：全労済加盟）が行っていた共同購入事業を引き継いだ団体である。福井労済が共済専門の組合となったのに対し、本組合の活動は共同購入のほか、後年共済事業も開始、その後も介護、子育て支援など、生活密着型の事業を展開している。

## 沿革
- 1971年 前身となる福井県労働者共済生活協同組合物資部発足、共同購入事業を開始
- 1978年4月 福井県より消費生活協同組合法に基づく認可、翌月設立登記
- 1991年 共済事業開始
- 1996年11月 福井市に最初の小売店舗「ハーツ羽水（うすい）」開店
- 1999年 介護保険法に基づく事業認可

## 共同購入等
福井市2箇所、敦賀市、小浜市、勝山市、鯖江市、坂井市各1箇所の配送拠点を持ち、福井県全域の世帯に配達している。また、石油小売店や葬儀施設との提携による割引販売・サービス提供も行っている。

## 店舗
現行店舗については、店舗一覧を参照。
ハーツ（Hearts）
- 2024年9月時点で、福井市に4店舗、鯖江市に2店舗、坂井市・越前市・敦賀市・小浜市・三方上中郡若狭町に各1店舗の計11店舗を展開。各店舗は「お買い物バス」（自家用ワゴン車）による近隣地域の高齢等の組合員居宅から予約制無料送迎も行っている。
- 2024年9月に福井駅の東約500 mに「ハーツ恐竜店 福井駅東」を出店[1][2]、同駅高架下のプリズム福井（現くるふ福井駅）に入居していた「プリズムマート」が2023年5月に閉店後、高層マンションが増加中で居住人口が戻りつつある福井市街中心部（福井駅から1.5 km以内）にショッピングモールや1,000 ㎡程度以上の食料品スーパー単独店が皆無[3][4]となっていることへ対処。

ファミリーマート＋ハーツ
- 2018年5月22日に、南条郡南越前町に大手コンビニエンスストアチェーンのファミリーマートとの一体店舗「ファミリーマート＋ハーツ河野北前船主通り店」をオープンさせた[5]。南越前町河野地区（旧河野村）には従前スーパーマーケット・コンビニストアが存在せず、2017年に福井県民生協・ファミリーマート・南越前町・南越前町商工会・河野観光協会の5者が包括連携協定を締結したことによって開業し、店舗は福井県民生協などが出資した「コンビニハーツ株式会社」が運営している[6]。

ハーツ便
- 先述のハーツ店舗を拠点とする組合員向け移動店舗で、2024年時点で普通トラック・軽トラック計19台。共同購入とは異なり1点から購入でき、拠点店の店頭価格+1点ごとに手数料11円(税込、上限220円）として買い物弱者の多い地域を中心に運行。

## 共済・保険
- コープ共済

生命、火災、医療の各共済事業
- コープ保険

傷害保険の団体加入事業

## 福祉
- 老人福祉施設「きらめき」 - 県内各地でデイサービス、グループホームを運営。
- 関連団体として、鯖江市において特別養護老人ホームを運営する社会福祉法人きらめき福祉会を2019年に設立している。
- 介護員養成研修等事業 - 介護職員初任者研修、介護福祉士実務者研修等の実施。
- 託児所「ハーツきっず」 - 一部のハーツ店舗に併設または至近設置。一時預かりのほか、立地市から子育て支援センターの指定を受けているものもある。
- 放課後児童クラブ「ハーツきっず児童クラブ」 - 福井市の複数の公立小学校内において運営。